# Bamgha
Bamgha (en népalais : बम्घा) est un comité de développement villageois du Népal situé dans le district de Gulmi. Au recensement de 2011, il comptait 3 475 habitants.